# خالد الناصری
خالد الناصری (عربی: خالد الناصري)؛ (زاده: ۵ مارس ۱۹۴۶) سیاستمدار و وکیل مراکش است که در کازابلانکا زاده شد. از سال ۲۰۰۷، او وزیر ارتباطات و سخنگوی دولت مراکش بوده‌است.

## تحصیلات
خالد الناصری در سال ۱۹۶۹ مدرک کارشناسی خود را از دانشکده حقوق، علوم اجتماعی و سیاسی در کازابلانکا و در سال ۱۹۷۰ مدرک کارشناسی ارشد علوم سیاسی را از دانشکده حقوق در رباط دریافت کرد.

## فعالیت‌ها
خالد در اوایل دهه ۱۹۷۰ به حرفه حقوق روی آورد، و در اتحادیه وکلا در کازابلانکا ثبت نام کرد. در سال ۱۹۷۴ از این حرفه دست کشید و تحصیلات کارشناسی ارشد خود را در پاریس از سر گرفت و در سال ۱۹۷۵دیپلم کارشناسی ارشد در قانون را دریافت نمود، پس از آن در سال ۱۹۷۶ به دانشکده حقوق دانشگاه حسن دوم در کازابلانکا پیوست.
وی در سال ۱۹۸۸ به تشکیل سازمان حقوق بشر مراکش کمک کرد و از سال ۱۹۹۰ تا ۱۹۹۱ مسئولیت ریاست آن را بر عهده گرفت.
او در سال ۱۹۶۸ به حزب پیشرفت و سوسیالیسم پیوست و در سال ۱۹۷۵ به عنوان عضو کمیته مرکزی  انتخاب شد.
خالد الناصری از سال ۱۹۹۶به عنوان مدیرعامل مؤسسه مدیریت در رباط شروع بکار نمود، او را سلطان حسن دوم برای این سمت منصوب نمود.
از ماه مارس سال ۲۰۰۰ تا سال ۲۰۰۶ وی به عنوان رئیس کمیته دائمی اتحادیه عرب برای حقوق بشر انتخاب شد.

## تالیفات
خالد کتاب‌ها و مقالات علمی زیادی در زمینه حقوق عام و علوم سیاسی دارد.